# 権利能力
権利能力（けんりのうりょく）とは、ドイツ民法学やその影響を受けた民法学（日本民法学を含む）において、私法上の権利・義務の帰属主体となり得る資格をいう。ドイツ語の「Rechtsfähigkeit」の訳語である（「権利能力がある」は「rechtsfähig」）。
フランス民法における「私権の享有」に相当する概念であり、日本の民法3条は「権利能力」の語は用いずにこの表現によっている（民法第2章第1節の節名もかつては「私権の享有」であったが、現代語化の際に「権利能力」に改められた）。すぐれて近代的な概念であり、身分によって享有しうる私法上の権利義務に差異のある中世的な世界観を打破した点に意味がある。
以下、日本法における権利能力について解説する。

## 権利能力の主体としての「人」
権利能力を有する主体は講学上「人」と呼ばれ、自然人と法人に分類される。すなわち、権利能力を有するということは法的な意義において人格を有するということであり、したがって、権利能力の同義語として法人格（ほうじんかく、Rechtspersönlichkeit）という用語が用いられることがある。
ただし、法人格を有していても、特定の権利との関係では特別に権利能力を有しない場合（外国人・外国法人について権利能力が制限される場合など）がある点には留意を要する。また、法人格を有していないが、特定の権利との関係では特別に権利能力を有する場合もある（胎児）。

## 自然人の権利能力
自然人はすべて権利能力を有し、自然人でないものは法人を除いて権利能力を有しない。このことは歴史的には全く一般認識ではないが、日本の民法においては特に明示的な規定を置いていない。

### 権利能力の始期
自然人は出生により権利能力が認められる（民法第3条1項）。「出生」の時期について学説は分かれているが、民法上の「出生」については、その時期を明確に判断できることから胎児が母体から全部露出することをいうとする全部露出説が通説である。自然人においては出生により当然に権利能力が認められるのであって（近代法の権利能力平等原則）、戸籍法上の出生の届出の有無は権利能力の取得に影響しない。また、自然人が主体となり得る権利義務の範囲には原則として制限はない。

### 胎児の権利能力
胎児については、不法行為による損害賠償請求、相続、遺贈について、「既に生まれたものとみなす」（民法第721条、民法第886条、民法第965条）ものとされ権利能力が認められる。ただし、この「既に生まれたものとみなす」の解釈について学説は対立しており、従来の通説・判例は胎児は出生までは権利能力が認められないものの、胎児が生きて生まれてきたことを条件として権利能力が問題となる時点にまで遡及して生じるものとして扱う意味であるとする法定停止条件説（人格遡及説）の立場に立っている（「胎児」の項目の「法学における胎児」の節参照）。また、胎児は父から認知を受ける地位を有する（民法第783条）。

### 権利能力の終期
明文の規定はないが、自然人の権利能力の終期は死亡であるとするのが通説である。

### 外国人の権利能力
外国人（日本国の国籍を有しない者をいう。）の権利能力には、「法令又は条約に禁止ある場合」があり得る（民法第3条2項）。その例として、土地に関する権利の享有（外国人土地法1条）、国家賠償（国家賠償法6条）などが採用する相互主義に基づく制限や、知的財産権の享有に関する制限（特許法25条、実用新案法55条3項、意匠法68条3項、商標法77条3項など）がある。

## 法人の権利能力
法律により権利能力（法人格）が認められ、権利義務の主体となることのできるもの（社団または財団）を法人という。法人の権利能力には、以下のような制限がある。
性質による制限婚姻関係の当事者となるなど、性質上自然人のみが主体となる行為についての権利能力はない。
法令による制限権利能力の範囲は、法令によって制限され得る。
目的による制限従前は、法人の目的の範囲を超える行為についての権利能力はないとされていたが（ウルトラ・ヴィーレスの法理を参照）、最近は行為能力の制限または代表者の代表権の制限にとどまると解する見解が有力である。「目的の範囲」は営利法人の場合については広く緩やかに、非営利法人の場合については文言解釈が重視され、厳格に判断されるというのが、通説である。